# Instalaza C90
Le C-90 est un lance-roquette de 90 mm fabriqué par Instalaza (es) à Saragosse, en Espagne.

## Historique
Le C-90 original a été conçu et développé par la société espagnole Instalaza SA à la fin des années 1980, il est utilisé par l'armée espagnole en 1990. Il est fabriqué et proposé sur le marché international depuis le début des années 1990.

## Variantes
- Emploi général: C-90C.
- Antibunker: C-90BK.
- Antichar: C-90CR.
- Antiblindage/fragmentation avec tête jumelle: C-90CR-BK.
- Fumigène/incendiaire.
- Antipersonnel: C-90AM.
- Exercice: TR-90(M3)

## Utilisateurs

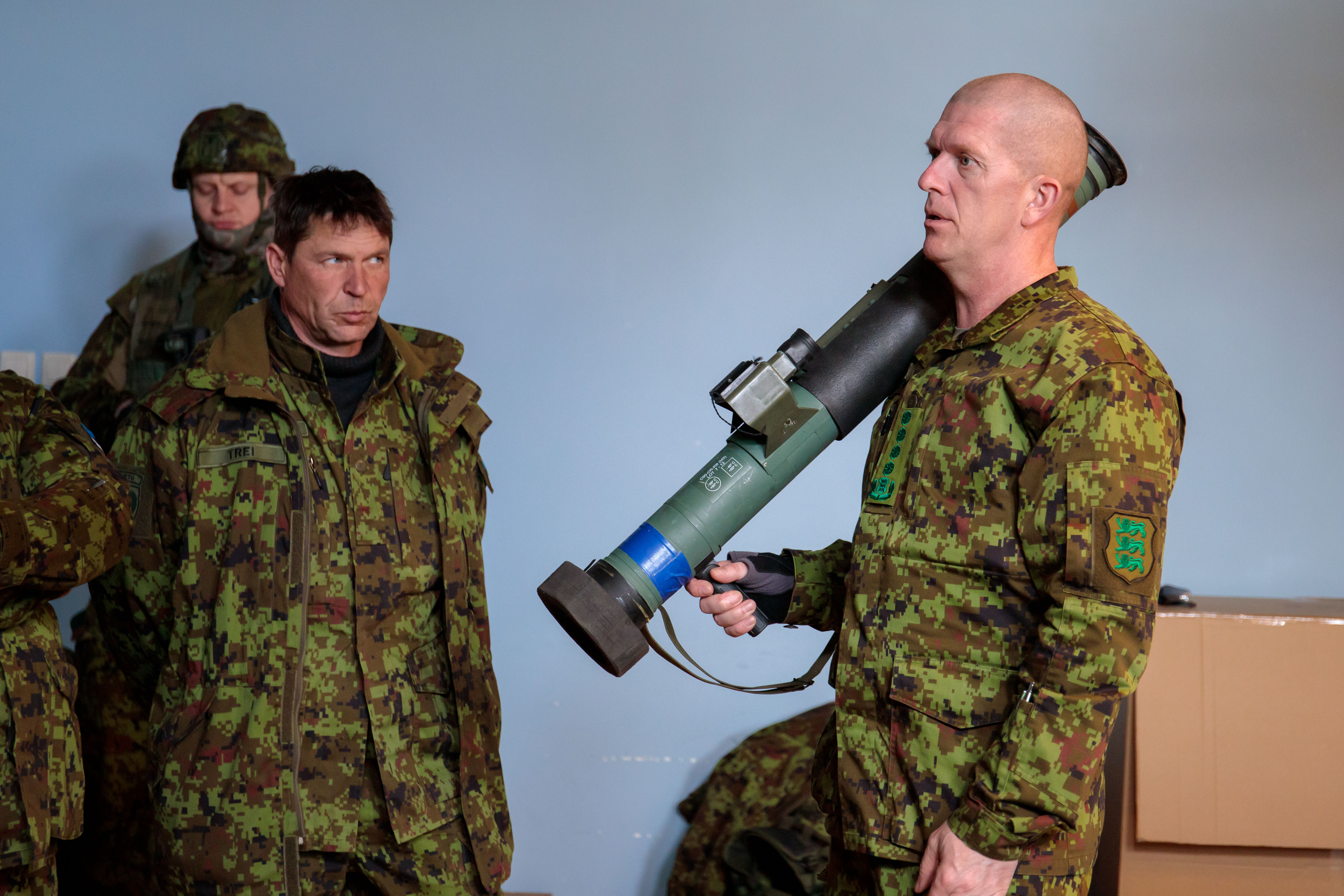
Militaire estonien présentant un C90 en 2023.

ArgentineContrat en juin 2024 pour 13 600 C90 pour l'armée de terre argentine et de 40 pour l'armée de l’air argentine de différentes versions livrable en deux ans pour un montant de 40,5 millions d'euros.
 Arabie saoudite
 Colombie
 Espagne
 Estonie5 942 commandés en mai 2022
 Équateur
Prise de guerre Houthis sur l'Arabie saoudite.
 Italie
 Malaisie
 UkraineDon en 2022 à la suite de l'invasion de l'Ukraine par la Russie,.